# 12. korpus (NOVJ)
12. korpus je bil partizanski korpus, ki je deloval kot del NOV in POJ v Jugoslaviji med drugo svetovno vojno.
Korpus je bil ustanovljen 1. julija 1944.

## Sestava
- 16. divizija
- 36. divizija